# Skunk Anansie
Gli Skunk Anansie sono un gruppo musicale britannico la cui musica è stata definita un amalgama di heavy metal e musica di protesta rabbiosa, "nera" e femminista, con testi politicizzati e influenze ibride funk, blues, punk rock, reggae e hip hop.
Il gruppo è formato da Skin (voce), Cass Lewis (basso e seconda voce), Ace (chitarra e cori) e Mark Richardson (batteria e seconda voce). Il gruppo si è formato nel 1994 e si è sciolto nel 2001, per poi riformarsi nel 2009. Hanno venduto 4 milioni di dischi in tutto il mondo.

## Storia del gruppo

### Gli anni novanta
Il nome del gruppo è ispirato al dio-ragno dei racconti popolari dell'Africa Occidentale Anansi, con l'aggiunta davanti di "Skunk" (puzzola) per «rendere il nome più impressionante». Il gruppo ha suonato per la prima volta nel 1994 al London's Splash Club e, pochi mesi dopo, esordito con il singolo Little Baby Swastikkka, distribuito solamente in edizione limitata di 2.000 copie. Nel 1995 è apparso nel film di fantascienza cyberpunk, Strange Days dove, in centro a Los Angeles, si cimenta nel brano Selling Jesus, poco prima dell'avvento del nuovo millennio; due loro canzoni, Feed e Selling Jesus, vengono quindi inserite nella colonna sonora del film. Nello stesso anno vincono il Best New British Band assegnato dai lettori della rivista Kerrang! mentre nel 1996 gli stessi lettori li fanno vincere nella categoria Best British Live Act. Nel 1997 hanno ricevuto la nomination come Best Live Act e Best Group agli MTV Europe Music Awards.
I loro primi due album, Paranoid & Sunburnt e Stoosh, sono stati pubblicati sotto l'etichetta One Little Independent Records. Abbandonata questa etichetta discografica sono passati alla Virgin nel 1998, pubblicando il loro terzo album Post Orgasmic Chill nel 1999, probabilmente l'album più noto a livello internazionale del gruppo, grazie anche al successo del singolo Secretly, inserito nella colonna sonora del film Cruel Intentions.
Skin e Ace hanno menzionato tra le loro varie influenze musicali i Sex Pistols, Blondie, la musica reggae, la musica elettronica e l'hip hop.
Durante gli anni novanta la band ha accompagnato nei tour mondiali artisti quali Lenny Kravitz, Bad Religion, Rollins Band, Therapy?, Rammstein, Soulfly, Sevendust, OOMPH!, Staind e Powerman 5000. Skin ha partecipato anche a Licking Cream dei Sevendust e La canzone che scrivo per te dei Marlene Kuntz. La prima collaborazione del gruppo comunque è stata quella con Björk, con l'esecuzione di un remix del singolo Army of Me dall'album Post.

### Lo scioglimento e le attività da solisti
Dopo lo scioglimento del gruppo, Skin ha intrapreso la carriera da solista, pubblicando i due album Fleshwounds e Fake Chemical State. Ace ha prodotto l'album Still Hungry, Mark Richardson ha suonato la batteria per i Feeder mentre Cass, oltre a coltivare la passione per la fotografia, ha registrato l'album Scars con Gary Moore.

### La reunion
A fine 2008 si sono diffuse le voci sulla rinascita del gruppo. Mark Richardson confermava la notizia che il gruppo si stava riformando in una intervista per il Drummer Magazine (numero di novembre 2008), riferendo che il gruppo aveva intenzione di realizzare un Best of con nuovo materiale. Ace, inoltre, pubblicava una nuova pagina ufficiale per la band su Myspace.
(Skin)
Il 2 e il 3 aprile 2009 il gruppo col nome SCAM (acrostico delle iniziali dei quattro componenti del gruppo: Skin, Cass, Ace e Mark) ha realizzato due spettacoli al Monto Water Rats di Londra, durante i quali sono stati presentati i brani inediti You Know e Easy to Pretend.
Il 3 luglio 2009, il video musicale Tear the Place Up è stato pubblicato su Myspace mentre il 10 agosto 2009 un nuovo video intitolato Because of You è stato presentato in esclusiva su Kerrang!. Questa traccia è il primo singolo, uscito il 14 settembre 2009, che anticipa la raccolta Smashes & Trashes, contenente i tre inediti Because of You, Tear the Place Up e Squander, uscita nel successivo novembre.
Il quarto album in studio Wonderlustre è uscito il 13 settembre 2010, preceduto dal primo singolo My Ugly Boy, diffuso nel Regno Unito dal 16 agosto 2010 ed in Europa tra luglio ed agosto. Il video di My Ugly Boy è stato presentato in esclusiva su Kerrang.com il 23 luglio 2010. L'album ha raggiunto il primo posto nella classifica italiana il primo ottobre 2010, la top 10 in molti paesi europei (Germania, Paesi Bassi, Francia e Polonia).
Nel corso del mese di maggio 2010 il gruppo si è esibito come supporto a due concerti dei Rammstein a Berlino. A novembre è uscito il singolo Over the Love. You Saved Me, il terzo singolo, vede la luce nel marzo del 2011. Nello stesso mese (il 25), esce la colonna sonora del film Sucker Punch del regista Zack Snyder, all'interno della quale compaiono Search and destroy, cover di un brano degli The Stooges e un remix del brano Army of Me di Björk.
Il 14 gennaio 2012 è morto in Spagna il primo batterista del gruppo, Robbie France, all'età di 53 anni. L'11 giugno dello stesso anno gli Skunk Anansie hanno rivelato il quinto album in studio Black Traffic. Registrato a Londra e prodotto dagli stessi Skunk Anansie insieme a Chris Sheldon e mixato da Jeremy Wheatley e Adrian Bushby, l'album è stato pubblicato attraverso l'etichetta discografica indipendente del gruppo in partnership con 100% Records. È uscito nel settembre 2012, seguito da un tour europeo. Tiepida l'accoglienza nel Regno Unito, migliore in Europa (capofila l'Italia con il secondo posto, in Svizzera il settimo). Il 29 giugno 2012 è stato pubblicato il videoclip del brano Sad, Sad, Sad, a cui ha fatto seguito I Believed in You e I Hope You Get to Meet Your Hero.
Nel 2016 gli Skunk Anansie sono ritornati sulle scene musicali con il sesto album in studio Anarchytecture, anticipato dal singolo Love Someone Else.

## Formazione
Attuale
- Skin – voce, chitarra (1994-2001, 2009-presente)
- Ace – chitarra, cori (1994-2001, 2009-presente)
- Cass Lewis – basso, voce (1994-2001, 2009-presente)
- Mark Richardson – batteria (1995-2001, 2009-presente)

Ex-componenti
- Robbie France – batteria (1994-1995)

## Discografia

### Album in studio
- 1995 – Paranoid & Sunburnt
- 1996 – Stoosh
- 1999 – Post Orgasmic Chill
- 2010 – Wonderlustre
- 2012 – Black Traffic
- 2016 – Anarchytecture
- 2025 – The Painful Truth

### Album dal vivo
- 2013 – An Acoustic Skunk Anansie (Live in London)
- 2019 – 25Live@25

### Raccolte
- 2009 – Smashes & Trashes

## Collaborazioni nelle colonne sonore
- L'uomo senza ombra con Charlie Big Potato
- Cruel Intentions - Prima regola non innamorarsi con Secretly
- Parlami d'amore con Tear Down These Houses
- Welcome to the Epidrome con Brazen (Weep)
- Tonnage 2 con Black Skin Sexuality
- Mission: Impossible con Weak
- Strange Days con Feed e Selling Jesus
- Sucker Punch (film) con Search and Destroy e Army of Me (feat. Björk). Album: Sucker Punch (Original Motion Picture Soundtrack)